# 24074 Томасджонсон
24074 Томасджонсон (24074 Thomasjohnson) — астероїд головного поясу, відкритий 12 жовтня 1999 року.
Тіссеранів параметр щодо Юпітера — 3,598.